# Got My Mojo Working
«Got My Mojo Working» — блюзова пісня, написана Престоном Фостером і вперше записана американською співачкою Енн Коул у 1956 році. Стала найбільш відомою у виконанні Мадді Вотерса. Версію Вотерса журнал Rolling Stone включив у список «500 найкращих пісень усіх часів», помістивши її на 359 місці. В 1999 році сингл Мадді Вотерса з цією піснею (Chess, 1957) був включений до Зали слави премії «Греммі».

## Оригінальна версія
Пісня була написана Престоном «Ред» Фостером. Записана у 1956 році ритм-енд-блюзовою співачкою Енн Коул. Пісня вийла у квітні 1957 року під назвою «Got My Mo-Jo Working (But It Just Won't Work on You)» на лейблі Baton.

## Версія Мадді Вотерса
Блюзовий музикант Мадді Вотерс вперше записав пісню у грудні 1956 року після того, тоді як почув маловідому версію у виконанні співачки Енн Коул, коли обидва музиканти їздили разом на гастролі у 1956 році. Вотерс одразу записав її для синглу на студії Chess (випущена під номером 1652), однак пісня не потрапила до чартів. Пісня стала візитівкою музиканта, який включив її в свій репертуар.
Вотерс перезаписав пісню у двох частинах під час концерту 3 липня 1960 року в рамках Ньюпортського джазового фестивалю. У записі взяли участь Вотерс (вокал, гітар) з Джеймсом Коттоном (губна гармоніка), Петом Гейром (гітар), Отісом Спенном (фортепіано), Ендрю Стівенсом (бас) і Френсісом Клеєм (ударні). Пісня вийшла на альбомі Muddy Waters at Newport 1960, Chess LP 1449; і як сингл Chess 1774, «Got My Mojo Working Pt. 1». Перша частина пісні була включена Chess до збірки McKinley Morganfield a.k.a. Muddy Waters (1971).
Вотерс записав концертну версію пісні у двох частинах 24 квітня 1969 року в Super Cosmic Joy-Scout Jamboree в Чикаго, яка увійшла до альбому Fathers and Sons (Chess, 1969).

## Інші версії
Пісню перезаписали інші виконавці, зокрема, Луї Джордан (серпень 1957) для Man, We're Wailin' (1958), The Paul Butterfield Blues Band для однойменного альбому (1965), Джиммі Сміт (грудень 1965) для однойменного альбому (1966) (саме сингл Сміта став єдиним з версій пісні, що потрапив до чарту Billboard), Арт Блейкі для Hold On, I'm Coming (1966), Canned Heat (1966) для Vintage (1969), Джордж «Гармоніка» Сміт для …Of the Blues (1969), Сем Лей (1968) для Sam Lay in Bluesland (1969), Отіс Спенн (листопад 1969) для Sweet Giant of the Blues (1970), Елвіс Преслі (червень 1970) для Love Letters from Elvis (1971), Коко Тейлор для Southside Lady (1973), Люсіль Спенн для Cry Before I Go (1974), Джеймс Коттон як «Mojo» для Live and on the Move (1976), Джон Геммонд для Solo (1976), Б. Б. Кінг для King Size (1977), Бадді Гай і Джуніор Веллс для Live in Montreux (1978), Кларенс «Гейтмаус» Браун для Standing My Ground (1989), Джиммі Роджерс для Ludella (1990), Джуніор Веллс для Live at Buddy Guy's Legends (1997), Етта Джеймс для Blues to the Bone (2004), Отіс Раш для Live… and in Concert from San Francisco (2006), Джонні Вінтер для Roots (2011).

## Визнання
1961 року на 3-й церемонії нагородження премії «Греммі» пісня була номінована в категорії «Найкраще ритм-енд-блюзове виконання». У 1984 році концертна версія синглу Мадді Вотерса (Chess, 1960) була включена до Зали слави блюзу в категорії «Класичний блюзовий запис — сингл/пісня». У 2004 році оригінальну версію пісні Вотерса (Chess, 1957) журнал Rolling Stone включив у список «500 найкращих пісень усіх часів», помістивши її на 359-у місці. В 1999 році сингл Вотерса з цією піснею (Chess, 1957) був включений до Зали слави премії «Греммі».
Окрім цього пісня «Got My Mojo Working» у виконанні Вотерса разом з трьома іншими його піснями «Hoochie Coochie Man», «Mannish Boy» і «Rollin' Stone», — входить у складений Залою слави рок-н-ролу список «500 Songs That Shaped Rock and Roll».